# Oregon Route 332
Az Oregon Route 332 (OR-332) egy oregoni állami országút, amely kelet–nyugati irányban a 11-es út sunnyside-i elágazásától a washingtoni államhatárig halad.
A szakasz Sunnyside–Umapine Highway No. 332 néven is ismert.

## Leírás
A szakasz a 11-es út sunnyside-i elágazásától indul. Nyugat felé haladva először keresztezi a 339-es utat, majd a Nyugati-Kis-Walla Walla-folyót, valamint a Hudson-öböli-csatornát. Később a helyi szőlészeteknél fekvő deltaelágazásnál észak felé halad tovább, majd egy újabb háromszögnél nyugatra kanyarodik. A pálya a tizedik kilométernél eléri Umapine-t, ahol északra fordul, végül eléri a washingtoni államhatárt.